# 以色列—摩納哥關係
以色列-摩纳哥关系是指以色列国和摩纳哥公国之间的双边关系。以色列驻法国巴黎的大使馆负责对摩纳哥的外交事务，同时在摩纳哥设有领事馆。摩纳哥在拉马特甘设有领事馆。

## 概述
以色列国和摩纳哥公国于1964年正式建立了关系。摩纳哥只承认以色列，与巴解组织没有关系。到2020年，摩纳哥将成为除以色列外犹太人比例最高的国家。

## 经济关系
以色列和摩纳哥的关系是以旅游业为基础的。2012年，向摩纳哥出口了价值1000美元的商品。